# Ulica Kolejowa w Ostrowie Wielkopolskim
Ulica Kolejowa w Ostrowie Wielkopolskim – jedna z głównych ulic centrum Ostrowa Wielkopolskiego, biegnąca z historycznego centrum miasta do dworca kolejowego.

## Historia
Odcinek od ul. Wrocławskiej do gmachu poczty wytyczony był już w XVIII wieku. W okresie zaboru pruskiego i wcześniej ulica nosiła nazwę Stodolnej (ulokowane był tu liczne stodoły, niem. Scheunenstraße). W 1875 uruchomiono pierwszą linię kolejową łączącą Ostrów z Kluczborkiem i od tego czasu datuje się rozwój ostrowskiego węzła kolejowego. W tym samym roku trakt zyskał obecną nazwę. 
Ulica była w okresie międzywojennym deptakiem i popularnym miejscem spacerów mieszkańców miasta. Znajdowało się tutaj kasyno i dawne koszary ułańskie zbudowane w latach 1897-1899, zaadaptowane po 1918 dla potrzeb Wojska Polskiego. Funkcjonowały tu ponadto największe i najbardziej eleganckie sklepy, konkurujące z tymi, które działały w Rynku. Najważniejszymi budynkami użyteczności publicznej były i są do tej pory poczta i dworzec kolejowy. 
W 2020 roku odcinek od ul. Wrocławskiej do Wolności został całkowicie przebudowany w ramach rewitalizacji traktu w centrum miasta.
Ulica pojawiła się w wierszu ostrowskiego poety Wojciecha Bąka. W swoich wspomnieniach przywoływała ją również Jadwiga Żylińska. Piosenkę „Na ulicy Kolejowej” wykonuje zespół Kapela znad Baryczy. 

## Zabudowa

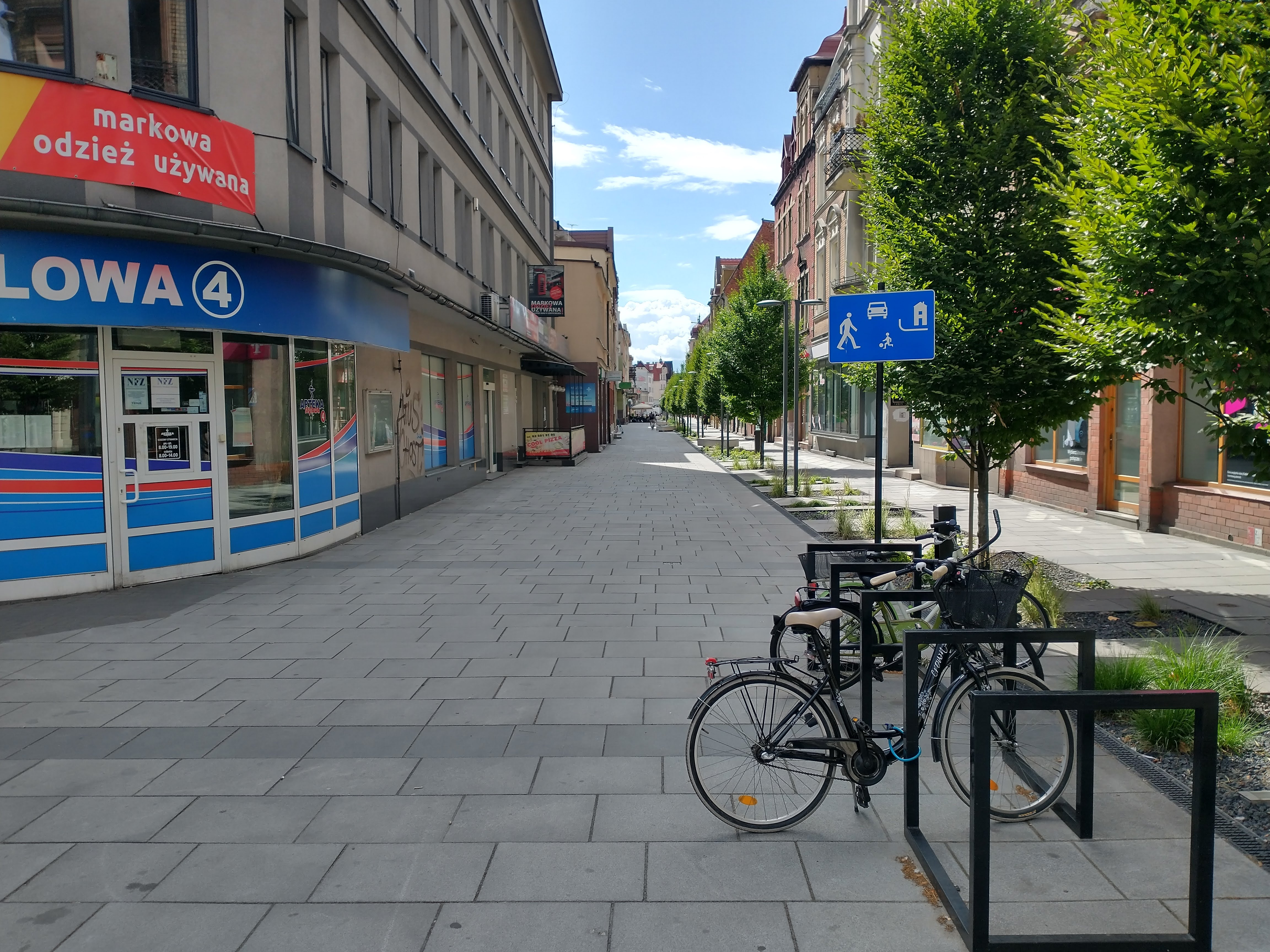
Fragment deptaka

Zabudowa ulicy jest przykładem mieszczańskiej architektury mieszkalnej. Dominują tu wielorodzinne kamienice wzniesione przez zamożnych właścicieli. Mieszkania były w tym rejonie cenione ze względu na położenie i bliskość dworca. Przykładem okazałych budynków jest kamienica ,,Pod Filarami” (nr 4/6), obiekt narożny u zbiegu z ulicą 23 Stycznia reprezentujący secesję berlińską. Budowla, zaprojektowana przez Ewalda Neumanna, częściowo wsparta jest na kolumnach tworzących podcienia (na początku XX wieku działał tu m.in. dom handlowy Władysława Bielawskiego i księgarnia Edmunda Mieloszyńskiego). W sklepie bławatnym Bielawnego praktyki zawodowe odbywał Ignacy Moś, fundator ostrowskich tablic pamiątkowych i twórca poznańskiego Muzeum Henryka Sienkiewicza. Pod numerem 19 stoi udana stylowo kamienica neorenesansowa, a pod numerem 22 eklektyczna poczta projektu Paula Kupke z 1886 z elementami neogotyku i neorenesansu. Pod numerem 25 wzniesiono kamienicę secesyjną zwieńczoną masywną kopułą pokrytą ornamentami florystycznymi, zwierzęcymi i fantastycznymi. Dawne neorenesansowe kasyno oficerskie figuruje w rejestrze zabytków. Służyło ono 60. Pułkowi Piechoty Wojska Polskiego. W okresie międzywojennym popularna była cukiernia Wąsiewicza pod numerem 9. Na narożniku ulicy Partyzanckiej stoi modernistyczny gmach Powszechnego Domu Towarowego o zaokrąglonej sylwetce. Był on jednym z pierwszych budynków użyteczności publicznej wzniesionych w mieście po II wojnie światowej. U zbiegu ulicy Wolności stoi gmach dawnego hotelu Vier Jahreszeiten (pol. Cztery Pory Roku), w okresie międzywojennym noszący nazwę Europa. Był to najekluzyjniejszy obiekt noclegowy Ostrowa. Jego restauracja słynęła z wykwintnej kuchni. Od 1974 działał tu klub Empik z czytelnią, a do 2014 księgarnia Empik. Obecnie jest tu Mediateka – filia Biblioteki Publicznej im. Stefana Rowińskiego. 

## Galeria

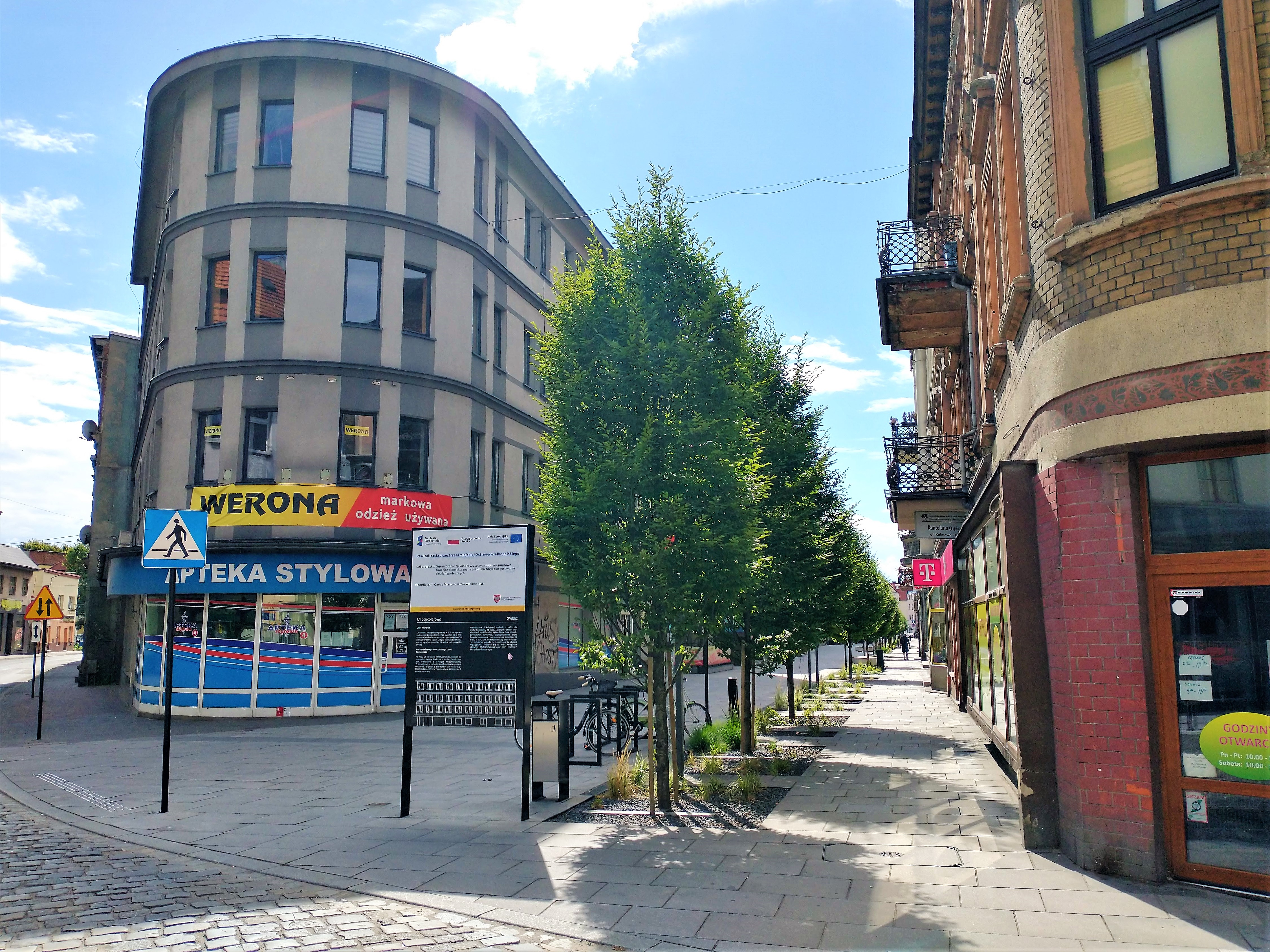
Powszechny Dom Towarowy
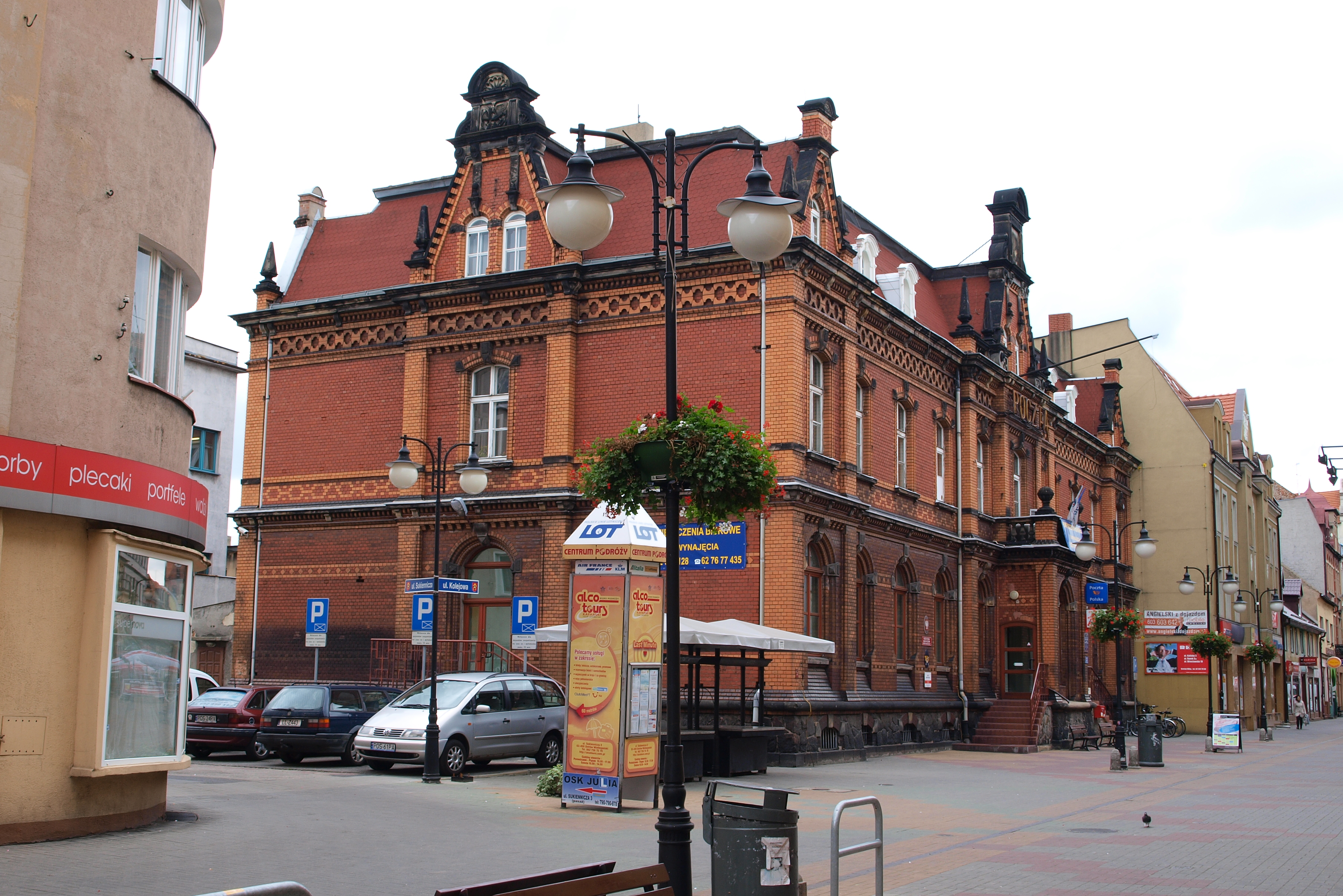
Gmach poczty
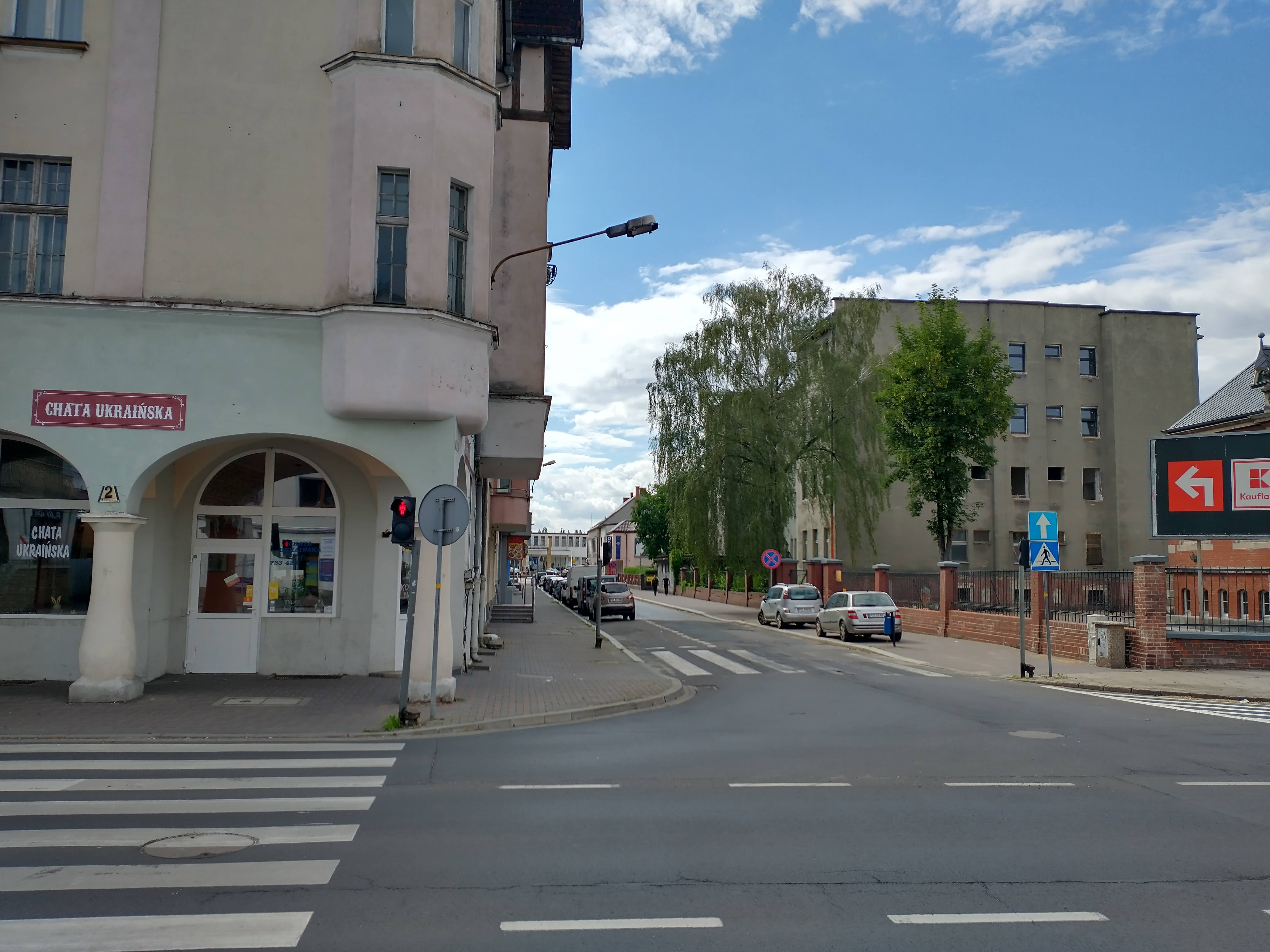
Odcinek przy dworcu